# Adel El-Hadi
Adel El Hadi  est un footballeur international algérien né le 18 janvier 1980 à Biskra.
Il compte 5 sélections en équipe nationale entre 2000 et 2005.

## Palmarès
- Meilleur buteur du championnat d'Algérie avec l'USM Annaba en 2004 avec 17 buts
- Meilleur buteur du championnat d'Algérie D2 avec l'USM Annaba en 2007 avec 19 buts